# Power Blade
Power Blade, i Japan Power Blazer (パワーブレザー?), är ett actionspel utvecklat av Natsum till Nintendo Entertainment System och utgivet av Taito Corporation. Spelet släpptes i Japan den 20 april 1990 (som "Power Blazer"), i Nordamerika i mars 1991, i Europa den 23 januari 1992. I Nordamerika var spelet först tänkt att heta "Power Mission".

## Handling
Året är 2191. Människan har byggt återhämtat sig från krig. Numera styrs allt från en centraldator. Plötsligt anfaller varelser från en annan planet, och förstör centraldatorn. Mänskligheten har förbjudit vapen, men det finns specialstyrkor för kritiska situationer. Iväg skickas Nova, som använder en bumerang.

## Spelet
Spelet är ett plattformsactionspel för en spelare där man kastar bumerangen på fienderna, och slår sig genom sex olika nivåer. Bumerangen kan kastas i åtta olika riktningar. Vapen och rustning kan uppgraderas och bli starkare. Varje bana avslutas med en boss. Spelet har även lösenord.

## Mottagande
Power Blade fanns på omslaget av Nintendo Powers aprilnummer 1991. Power Blade fanns även på omslaget till NES-sektionen i 1991 års novembernummer av brittiska Mean Machines, där det fick betyget 88%.